# 鲁道夫·斯兰斯基
鲁道夫·斯兰斯基（捷克語：Rudolf Slánský，1901年7月31日—1952年12月2日）是捷克斯洛伐克共产党领导人，在第二次世界大战后曾担任党的总书记。斯兰斯基在1951年被捕，1952年被以托洛茨基分子、铁托分子、犹太复国主义分子等罪名判处死刑。